# 小糊涂神 (动画片)
《小糊涂神》（英语：Little Confused God），由中国中央电视台和深圳日中天动画艺术有限公司联合制作的动画剧，第一季52集，第二季26集，共计78集。该动画片在1995年下半年开始筹备和制作，最早于1997年11月17日起在中国中央电视台新闻·综合频道（CCTV-1）的《动画城》栏目中首播，是央视1997年度“六个一百工程”系列推出的重点动画之一。
该片曾获得第十七届大众电视金鹰奖、动画片金童奖（中国少儿电视节目政府奖）一等奖。

## 剧情简介
小学生小宝家里突然来了个叫小糊涂神的不速之客。小糊涂神今年三岁半，脑袋经常抽风，曾经迷路八百多次，是个不折不扣的糊涂蛋。他住在小宝的转笔刀里，经常连自己的名字都记不清楚。只要念动“金糊涂银糊涂”的咒语，他的爸爸老糊涂和爷爷老老糊涂就会出来救他，可爸爸和爷爷居然比小糊涂神更糊涂。一次意外，小糊涂神放跑了葫芦里的死对头大魔包。从此，小宝和小糊涂神的生活麻烦不断……

## 主要角色
小宝、小糊涂神、老糊涂神、老老糊涂神、大魔包。

## 创作背景

《小糊涂神》1996年创作剧照

1991年1月，中国中央电视台青少节目中心动画部成立，从事动画片生产、创作。1992年5月，儿童文学作家葛冰的《小糊涂神儿》作为《童话列车丛书》之一由福建少年儿童出版社出版。1993年至1994年期间，央视投资并参与制作、改编自葛冰童话作品的《蓝皮鼠大脸猫》先行播出，取得成功，这促成了央视与葛冰的再合作。《小糊涂神儿》于1995年下半年开始制作，改名为《小糊涂神》，并于1997年被搬上荧幕。同时期推出的《小精灵灰豆》，也是来自葛冰的作品《小精灵灰豆儿》。

## 播出反响
据《中央电视台年鉴1998》，《动画城》该年平均收视年为1.56%，其中4岁至14岁观众的平均收视年为6.19%。1997年秋，在《小糊涂神》播放期间，《动画城》最高收视率超过了9%。

## 原声音乐
主题曲《小糊涂神之歌》，由陈晓莱作词，郭小笛作曲及配器，北京宣武师范附属一小合唱团演唱。

## 出版物
《小糊涂神》连环画，于1997年11月配合电视台的动画片首播一同推出，由中国民族摄影艺术出版社出版，共三册，第一册于1997年11月首版，第二册于1998年7月首版，第三册于1999年1月首版。连环画收录27集的动画内容。
《小糊涂神》VCD，首次于1998年由中央电视台隶属的中国国际电视总公司出版发行，共5碟，收录25集的动画内容。2000～2001年，上海声像出版社再次出版《小糊涂神》VCD，共8碟，收录了更完整的剧集内容。

## 剧集目录
动画片《小糊涂神》的前26集于1997年11月17日起在中央电视台的《动画城》栏目首播，后于1998年6月起，在《大风车》栏目播出27-52集。第二季「小精灵篇」则于2000年首播。这里列出《小糊涂神》动画片的剧集目录，顺序以首播为准。后期发行的VCD和连环画的顺序与首播有异。

### 上篇：1～26集 (1997年首播)
| 序号 | 标题                   | 连环画集序 | VCD集序 (1998) | VCD集序 (2001) |
| ---- | ---------------------- | ---------- | -------------- | -------------- |
| 1    | 《会飞的鞋》           | 1          | 1              | 蓝星集A1       |
| 2    | 《馋懒大魔包》         | 11         | 11             | 蓝星集A2       |
| 3    | 《地理课》             | 7          | 7              | 蓝星集A3       |
| 4    | 《神奇穿墙术》         | 24         | 20             | 蓝星集A4       |
| 5    | 《知识漏斗》           | —          | 24             | 蓝星集B1       |
| 6    | 《超级球王》           | 10         | 10             | 蓝星集B2       |
| 7    | 《陆霸空霸海霸》       | 20         | 21             | 蓝星集B3       |
| 8    | 《冰房子》             | 14         | 14             | 蓝星集B4       |
| 9    | 《动物百宝盒》         | 13         | 13             | 橙星集A1       |
| 10   | 《丁点儿老师》         | —          | 15             | 橙星集A2       |
| 11   | 《神灯里的魔鬼》       | 17         | 18             | 橙星集A3       |
| 12   | 《好大一瓶飞气》       | 2          | 2              | 橙星集A4       |
| 13   | 《新式汽车》           | 16         | 17             | 橙星集B1       |
| 14   | 《圆桶婆婆》           | 15         | 16             | 橙星集B2       |
| 15   | 《克隆术》             | 21         | 25             | —              |
| 16   | 《垃圾玩具》           | 12         | 12             | —              |
| 17   | 《白色的球》           | 18         | 19             | 橙星集B3       |
| 18   | 《古船探宝》           | 19         | 22             | 橙星集B4       |
| 19   | 《蝶蛹的秘密》         | —          | 23             | 红星集A1       |
| 20   | 《糊涂老师和糊涂学生》 | 5          | 5              | 红星集A2       |
| 21   | 《植物娃娃》           | —          | —              | 红星集A3       |
| 22   | 《魔堡游戏》           | 6          | 6              | 绿星集A1       |
| 23   | 《迷宫漫游》           | 8          | 8              | 红星集A4       |
| 24   | 《三个小魔虫》         | 3          | 3              | 红星集B2       |
| 25   | 《时光列车》           | 9          | 9              | 红星集B3       |
| 26   | 《超声波和连环炮》     | 4          | 4              | 红星集B4       |

### 第二季：53～78集 (2000年首播)
| 序号 | 标题                 |
| ---- | -------------------- |
| 53   | 《神仙邮递员》       |
| 54   | 《精灵幼儿园》       |
| 55   | 《淘气小精灵》       |
| 56   | 《魔龟》             |
| 57   | 《入侵精灵幼儿园》   |
| 58   | 《小水妖》           |
| 59   | 《母子雕像》         |
| 60   | 《倒霉蛋》           |
| 61   | 《星星精灵》         |
| 62   | 《软精灵的幽默》     |
| 63   | 《小宝家的不速之客》 |
| 64   | 《皮皮和淘淘》       |
| 65   | 《小袜子》           |
| 66   | 《小花仙》           |
| 67   | 《粘粘的吸盘》       |
| 68   | 《小线头的本领》     |
| 69   | 《珊珊的漂流瓶》     |
| 70   | 《大闹课堂》         |
| 71   | 《死亡追逐》         |
| 72   | 《原子能吹风机》     |
| 73   | 《流浪小精灵》       |
| 74   | 《火柴头的雷龙》     |
| 75   | 《大拖鞋飞行器》     |
| 76   | 《了不起的钻钻》     |
| 77   | 《联欢节礼物》       |
| 78   | 《快乐的联欢会》     |

## 荣誉
| 頒獎典禮                         | 獎項                      | 获奖者   | 結果           |
| -------------------------------- | ------------------------- | -------- | -------------- |
| 1999年第17届中国电视金鹰奖       | 电视动画片类·作品奖       | 小糊涂神 | 獲獎           |
| 1999年第17届中国电视金鹰奖       | 电视动画片类·最佳形象设计 | 马守宏   | 獲獎           |
| 金童奖（中国少儿电视节目政府奖） | 动画片类                  | 小糊涂神 | 獲獎（一等奖） |